# Шоштарић-Хумек ШХ.1 Срака
Шоштарић-Хумек ШХ.1 Срака је ваздухопловна једрилица намењена за основну обуку и тренажу пилота и једриличара. Мешовите је конструкције (претежно дрво и платно). Ову једрилицу су конструисали инжењери Иво Шоштарић и Војко Хумек 1937. године.

## Пројектовање и развој
Аероклуб Краљевине Југославије је септембра месеца 1937. године расписао конкурс за пројекте ваздухопловних једрилица. Конкурсом су биле обухваћене конструкције школских и високоспособних једрилица и био је отворен до фебруара 1938. године. У том конкурсу су били специфицирани основни технички захтеви, а за најбоље радове биле су предвиђене новчане награде. У класи школских једрилица прву награду су поделили инж. Иван Шоштарић и Војко Хумек са једрилицом ШХ.1 и инж. Борис Цијан са једрилицом Галеб. Идеја конструктора Шоштарић-Хумек је била, да је једрилица што једноставнија за израду и да склопљена заузима што мањи простор. Била је и предвиђена и за авиозапрегу, која се у то време све више почела да користи за стартовање једрилица у Југославији.
Конкурасна комисија је дала предлог да се направи прототип једилице Шоштарић-Хумек ШХ.1 Срака и радови су започели у Марибору. Када је Шоштарић прешао на рад у Земун, активности на производњи једрилице наставио је Хумек све док због болести није морао да одустане од тог посла. Готови елементи једрилице су пребачени у УТВУ, радови су настављени у фабрици у Земуну. Једрилица је завршена 1939. године и извршени су пробни летови аеро запрегом, које је обавио наш чувени једриличар Аца Станојевић, иако су резултати опитовања били задовољавајући није дошло до серијске производње. Ако се узме у обзир чињеница да је 1939. Утва на тржиште избацила две једрилице Врабац и Чавку које је конструисао инж. Шоштарић онда је одустајање од серијске производње једрилице Ш.Х.1 сасвим логична одлука.

### Технички опис
Ова једрилица је била висококрилни моноплан са упорницима на чијим крајевина су се налазили кардани који су омогућавали дилатације повезаних елемената једрилице. Труп једрилице је био четвртастог попречног пресека обложен дрвеном лепенком. Крила су била сасвим равна, са две рамењаче и благо суженим пресеком. Ималa су аеропрофил Göttingen Gö 527. Шперплоча је до прве рамењаче прекривала само предњу ивицу крила, остала површина крила је била прекривена платном. Конструкција крила са две рамењаче омогућава израду крила без посебних калупа (алата), што је нарочито погодно за самоградњу тј. израду једрилица у аероклубовима. Репне површине (стабилизатори и кормила) су као и крила, дрвене конструкције пресвучене платном, а хоризонтални стабилизатори су такође као и крила имали упорнице којима су се ослањали на реп једрилице. За транспорт су се са једрилице морала скинути само крила, а хоризонтални стабилизатори на репу су се савијали према горе и није их требало уклањати. Стајни трап се састојао од предњег клизача (скије) са гуменим амотизерима и еластичне дрљаче на репу једрилице

## Карактеристике
Карактеристике наведене овде се односе на једрилицу Шоштарић-Хумек ШХ.1 Срака а према изворима
| Финеса      | 1 : 16,1 при брзини 51 km/h |
| Перформансе | - максимална брзина 120 km/h - минимална брзина 40 km/h - макс. брзина аеро вуче 100 km/h - макс. брзина витло 90 km/h - минимално пропадање 0,81 m/s при брзини 50 km/h |
| Димензије   | - размах крила 13,01m - дужина трупа 6,40m - висина m - површина крила 17,00m² - виткост - аеропрофил крила Göttingen Gö 527 - макс. оптеречење крила; 10,59 kg/m²       |
| Маса        | - сопствена 95 kg - носивост 85 kg - полетна 180 kg - водени баланс; нема                                                                                                |

## Оперативно коришћење
После обављених завршних радова и тестирања једилице Шоштарић-Хумек Ш.Х.1 она је у лето 1940. године враћена аероклубу Марибор где је 8. септембра крштена именом Срака према жељи пројектаната. Крајем 1940 године једрилица је оштећена преко зиме поправљена и након тога коришћена све до окупације земље.

## Сачувани примерци
У току окупације Немци су конфисковали све летелице које су затечене на мариборском аеродрому, међу њима и једрилицу ШХ.1 Срака. Не зна се тачно да ли је ова једрилица одвежена за Немачку или је уништена.

## Земље које су користиле ову једрилицу
- Краљевина Југославија